# トマ・ディディヨン
トマ・ディディヨン（Thomas Didillon, 1995年11月28日 - ）は、フランス・スクラン出身のサッカー選手。ヴィレムII所属。ポジションはGK。

## 経歴
2014-15シーズンにベルギーのクラブに期限付き移籍をした後、FCメスに復帰する。2016-17シーズンのメスでは開幕から正守護神の座をキープしていたが、FCロリアン戦で大量失点を喫すると、川島永嗣にポジションを奪われる。そのまま第2GKの地位に甘んじた。
2017-18シーズンは開幕節から先発していたが、試合毎に川島と併用されるようになった。12月に椎間板ヘルニアを発症し、腰の手術をしたため、そのままシーズンを終えた。チームはリーグ・ドゥに降格した。
2018年7月、RSCアンデルレヒトに移籍。加入1年目から年間通してレギュラーを確保した。
2020年8月、サークル・ブルッヘへ完全移籍。4年契約を結んだ。
2022年7月20日、ASモナコへ1年間のレンタル移籍。なお、モナコからはラドスワフ・マイェツキがサークル・ブルッヘにレンタル移籍しており、GK同士のトレードの形となった。
2024年、ヴィレムIIに移籍した。